# Eois canariata
Eois canariata là một loài bướm đêm trong họ Geometridae.